# 서귀포 서귀동 먼나무
서귀포 서귀동 먼나무(西歸浦 西歸洞 먼나무), 문화재 재정 당시의 이름 서귀포시먼나무(西歸浦市먼나무)는 대한민국 제주특별자치도 서귀포시 송산동 서귀포 자치경찰대 청사 경내에 있는 먼나무이다. 1971년 8월 26일 제주특별자치도의 기념물 제15호로 지정되었으나, 해당 나무가 제주 4.3 사건 당시 공비 토벌을 한 기념으로 심었다는 논란이 이는 등 문화재 재정의 당위성에 대한 논란이 일었고, 이에 따라 2005년 10월 5일 문화재 지정에서 해제되었다.

## 개요
남부 지역에서 자라며, 빨간색 열매가 맺히는 것이 특징인 먼나무는 제주도 일대에서 자생하는 식물 중 하나이다. 이 먼나무는 과거 서귀포시청 건물로 사용되었던 현재의 자리에 1949년 옮겨 심어졌는데, 이는 제주 4.3 사건 시기 제2연대 병사들이 이식한 것으로 이는 과거 서귀포시청 건물이 제2연대의 주둔지였기 때문이다. 당시 제2연대는 제주 4.3 사건을 '공비 토벌'로 인식했고, ‘재산무장대’를 성공한 것에 기념해 이 먼나무를 한라산에서 옮겨 심었다고 알려진다.
하지만 제주 4.3 사건에 대한 진상조사가 본격적으로 이루어지기 시작했고, 4.3 사건과 관련된 역사 인식 역시 바뀌면서 해당 먼나무가 문화재적 의미를 잃었다는 지적이 나왔다. 특히 문화재 안내문에 기입된 '공비 토벌'이라는 단어가 지역 내에서 논란이 되기도 했다. 제주 4.3 사건 당시 제2연대가 1948년 12월 주둔해 일주일간 503명을 사살하고, 176명을 체포했다는 기록이 있는 탓에 해당 문화재가 학살을 기념한 것이 아니냐는 지적이 지역 연구계로부터 나오기도 했다. 이에 따라 4.3 관련 단체나 지역 주민들이 해당 먼나무의 문화재 지정을 해제해달라는 요구를 이어가는 등, 해당 문화재의 보존 이유가 원래의 취지에서 벗어났다는 공감대가 형성되었다.
아울러 서귀포시청이 서귀동 시대를 마감하고 옮겨가면서 해당 먼나무를 이식할 계획을 세웠는데, 이에 따라 제주월드컵경기장이나 제주 4.3 평화공원 등으로 먼나무를 옮겨 심는다는 방침이 알려지기도 했으나 이전 및 관리 비용 등의 문제로 무산되기도 했다. 특히 해당 먼나무가 한라산에서 이식되어 심어졌을 때나 문화재에 지정될 때만 해도 수령이나, 크기가 현존하는 먼나무 중에서 가장 오래된 것으로 여겨져 문화재 지정에 성공했으나, 인근 서홍동에 `170년 정도로 더욱 수령이 오래된 데다, 규모 역시 큰 먼나무가 발견되면서 자연적 측면에서도 보존의 이유가 없게 되는 등 수난을 겪었다.
이에 따라 서귀포시는 2004년 먼나무의 문화재 지정 해제를 요구했고, 결국 2005년 8월 10일 문화재 지정 해제에 대한 예고 공고가 진행된 이후, 2005년 10월 5일 문화재 지정에서 해제되었다. 서귀동 먼나무는 지정 사유에 대한 역사적 재평가로 인해 문화재 지정에서 해제된 이례적인 케이스로 남게 되었다.
현재 서귀동 먼나무는 논란의 단초가 되었던 안내판과 기념물 표석이 철거된 이후, 보호수로도 지정되지 못한 채 현재의 위치에 그대로 남아 있다. 구 서귀포청사에 대한 부지 매각 계획이 불발되면서 해당 건물은 서귀포시 자치경찰대로 탈바꿈했고, 현재는 자치경찰대를 방문하는 이들을 위한 그늘 노릇을 하고 있다.

## 갤러리

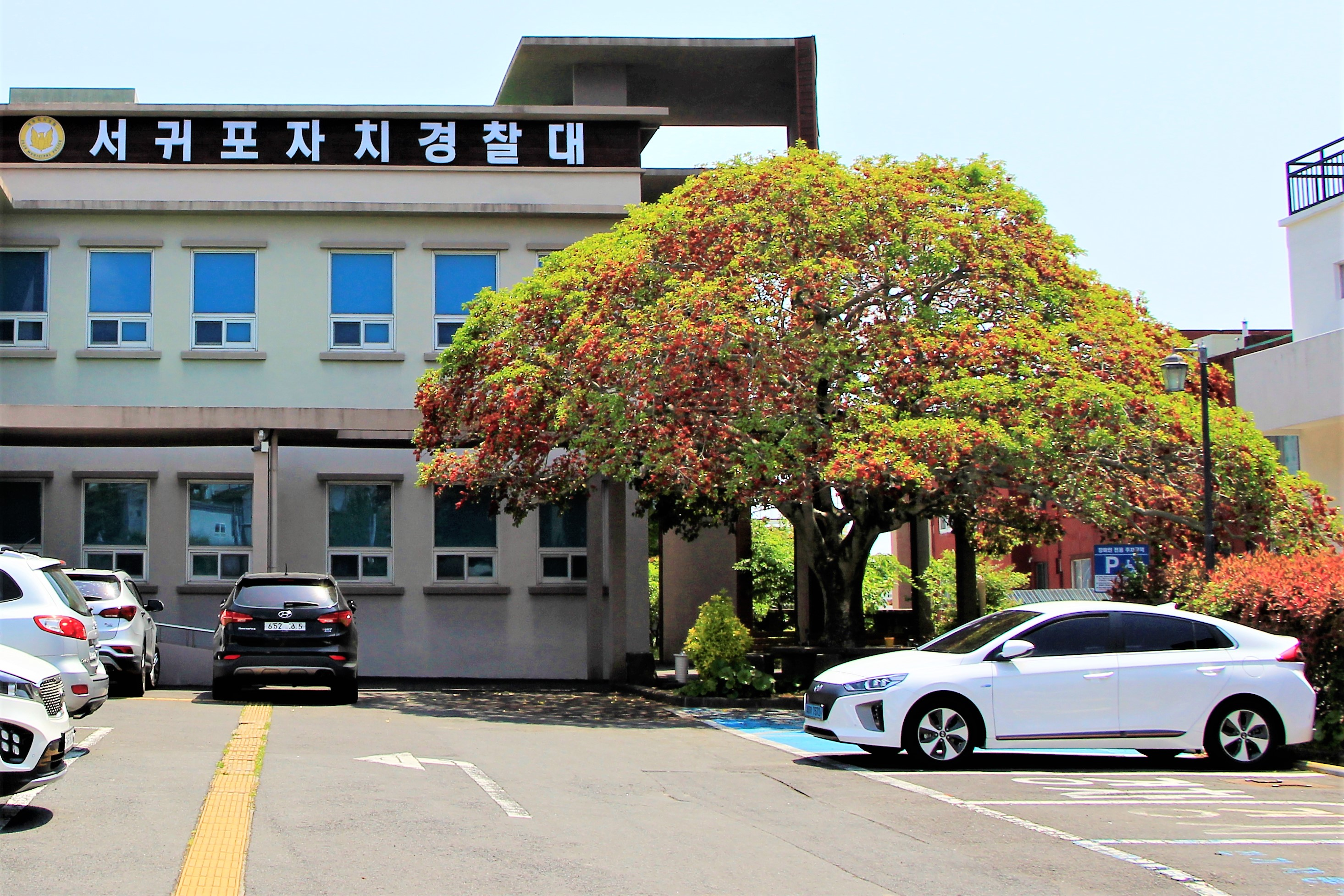
옛 서귀포시청 건물과 함께 있는 먼나무.

## 참고 자료
- 서귀포시먼나무 - 국가유산청 국가유산포털

## 같이 보기
- 제주 4.3 사건
- 먼나무